# Ewa Gierat
Ewa Ilona Karpińska-Gierat (ur. 2 stycznia 1922 w Warszawie, zm. 10 maja 2014 w Bethlehem w stanie Connecticut) – społeczniczka, harcerka, autorka harcerskich książek, harcmistrzyni.

## Życiorys
Była córką Grażyny Jeżewskiej (1898–1970) i Zygmunta Karpińskiego (1892–1981). Edukację rozpoczęła w 1928 w Szkole im. Cecylii Plater-Zyberk w Warszawie, przy ul. Pięknej 24. Do harcerstwa wstąpiła w 1934, w 1939 zdała egzamin maturalny w Prywatnym Żeńskim Liceum Ogólnokształcącym im. Cecylii Plater-Zyberkówny. 6 stycznia 1940 opuściła Warszawę i przedostała się do Wielkiej Brytanii, od 1941 studiowała na University of Glasgow w Szkocji. W 1943 rozpoczęła pracę w biurze Naczelnego Komitetu Harcerskiego, rok później ukończyła studia i podjęła pracę w Światowym Związku Polaków z Zagranicy „Światpol”. 24 lipca 1946 w Rzymie wyszła za mąż za Stanisława Gierata, przez pewien czas mieszkała w Paryżu. W 1951 wyjechała z mężem do Stanów Zjednoczonych, natychmiast włączyła się w organizację polskiego harcerstwa, jako delegatka Głównej Kwatery Harcerek z Londynu. Rok później została wybrana Komendantką Chorągwi Harcerek Stany Zjednoczone. Dom, w którym mieszkała, stał się ośrodkiem polskiej działalności harcerskiej. Od 1954 pracowała w wydawnictwie McGraw Hill Publishing Company, w 1967 ukończyła studia w School of Social Work na Columbia University w Nowym Jorku. Ostatecznie w 1968 zamieszkała w Bethlehem, w stanie Connecticut, pracowała w Catholic Family Services.
Nakładem Zarządu Okręgu ZHP w USA wydała w 1990 książkę pt. „Powojenna historia harcerstwa w Stanach Zjednoczonych: historia ZHP w USA 1949–1989”. Jest również autorką wydanej w 1998 autobiograficznej książki pt. „Korzenie i owoce”. Na emeryturze zajmowała się usprawnieniem komunikacji pomiędzy harcerzami i harcerkami oraz zachowaniem historii i archiwów ruchu harcerskiego. W 2000 otrzymała Złoty Krzyż „Za Zasługi dla ZHP”.
Zmarła 10 maja 2014 w Bethlehem.